# نوستراداموس
نوستراداموس أو ميشيل دي نوسترادام Michel de Nostredame (14 ديسمبر أو 21 ديسمبر 1503 - 2 يوليو 1566)، وعادة ما يسمى باسمه اللاتيني نوستراداموس Nostradamus، وهو صيدلاني ومنجم فرنسي. نشر مجموعات من النبوءات في كتابه Propheties («النبوءات»)، وصدرت الطبعة الأولى في عام 1555 والتي أصبحت منذ ذلك الحين مشهورة في أنحاء العالم. ويحتوي الكتاب تنبؤات بالأحداث التي اعتقد أنها ستحدث في زمانه وإلى نهاية العالم الذي توقع أن يكون في عام 3797 م. وكان يقوم بكتابة الأحداث على شكل رباعيات غير مفهومة.
منذ نشر هذا الكتاب، والذي نادرا ما نفدت طبعاته منذ وفاته، استقطب نوستراداموس مجموعة من المؤيدين التي (جنبا إلى جنب مع الصحافة الشعبية) نسبت له تنبؤ العديد من الأحداث الكبرى في العالم. وهذه النبوءات في بعض الحالات تم نسبها كنتائج لتفسير رموز الكتاب المقدس Bible code، فضلا عن أعمال تنبؤية أخرى مزعومة.
معظم المصادر الأكاديمية تتحفظ على أن الجمع بين الأحداث العالمية وتنبؤات نوستراداموس في الرباعيات هي إلى حد كبير نتيجة لسوء فهم أو إساءة الترجمة (المتعمد أحيانا) أو حتى ترجمة واهية لتجعلها عديمة الفائدة، كدليل على أي قدرة تنبؤية حقيقية، وعلاوة على ذلك، فإن أيا من المصادر المذكورة لم يقدم أي دليل على أن أي أحد ما قد فسر في أي وقت مضى رباعيات نوستراداموس وبشكل محدد بما فيه الكفاية للسماح بتنبؤ واضح بأحداث مستقبلية مقدما.
ولكن نصوص التنبؤات هي نصوص عامة وليست دقيقة، وتحتوي على تنبؤات لم تحدث، وهي تنبؤات تم ترجمتها لاثباتها، ولم يعرف عن طبيعة الأحداث التي تنبأ بها إلا بعد ما حدثت وتعتبر من العلوم الكهانة الزائفة.

## أصله
ولد ميشيل دي نوستردام (ميشيل النوتردامي Michel de Nostredame) الذي عرف أكثر بالشكل اللاتيني لاسمه - نوستراداموس- ظهيرة اليوم الرابع عشر من كانون الأول/ديسمبر من عام 1503 وفقاً للتقويم القديم في سان ريمي دي بروفانس St.Remy de provence في جنوب فرنسا، ولم تكن أسرته تنتمي إلى سلسلة الأطباء اليهود الإيطاليين الشهيرة التي تعمل في بلاطي الملك رينيه الأنجوي Rene of Anhou وابنه- كما كان يسود الزعم -إنما أناس من نسب عادي من المناطق التي تحيط ببلدة أفينيون Avignon.
في عام 1512م تخلت الأسرة عن ديانة اليهودية واعتنقت العقيدة الكاثوليكية، وكان نوستراداموس حينها يناهز التاسعة من عمره، فيما أدرج والده عام 1512م على أنهما عضوان في الجماعة المسيحية الجديدة.

## طفولته ودراسته

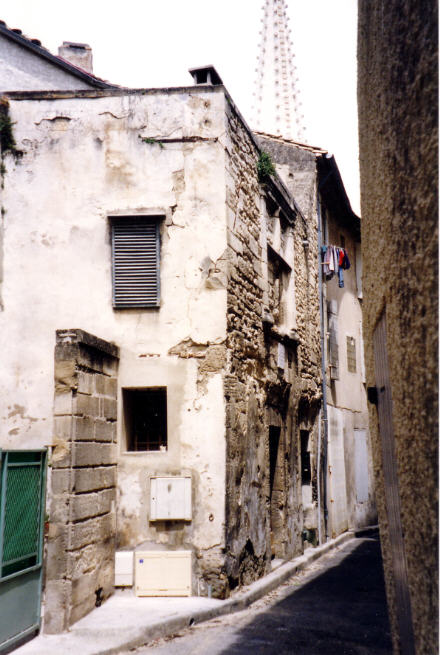
البيت الذي ولد فيه نوستراداموس

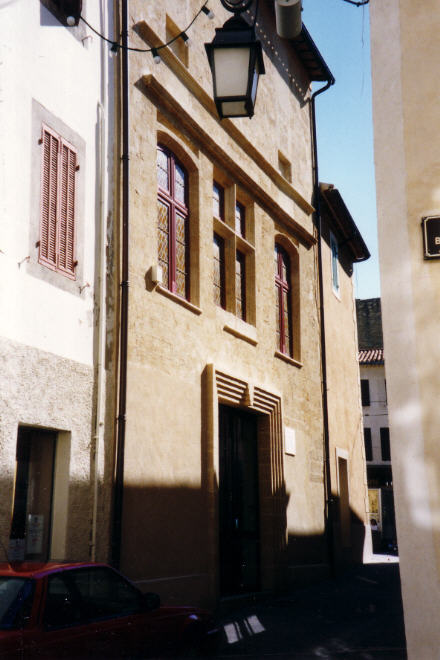
منزل نوستراداموس (سالون دو بروفانس)

كان نوستراداموس الابن الأكبر وكان له 4 أخوة. وأصبح الذكاء العظيم الذي كان يمتلكه نوستراداموس واضحاً وهو لم يزل في أول شبابه. وقد أوكل أمر تعليمه إلى جده-جانJean- الذي علمه قواعد اللاتينية والإغريقية والعبرية وأصول الرياضيات والتنجيم الذي يسميه نوستراداموس «العلم السماوي».
وعندما توفي جده عاد إلى دار والديه في شارع باري Rue de Barri فحاول جده الآخر مواصلة تعليمه وبعد ذلك بوقت قصير أرسل إلى بلدة أفينيون للدراسة، ولعله بقى مع بعض من أبناء أعمامه الكثيرين في تلك البلدة.
وبسبب إظهاره الاهتمام بعلم التنجيم أصبح هو الحديث الشائع بين زملائه الطلبة. أيد صحة النظرية الكوبرنيكية التي تقول بأن العالم كروي ويدور حول الشمس قبل مقاضاة غاليليو
Galilio بسبب الاعتقاد ذاته بأكثر من 100 سنة. وبسبب ذلك قلق عليه من موقفه هذا لأن ذلك العصر كان عصر محكمة التفتيش Inquisition، وبما أنهم كانوا يهوداً في السابق فكان وضعهم أكثر ضعفاً من أغلب الناس.
ولذلك أرسله والده عام 1522م لدراسة الطب في مدينة مونبيلييه وكان عمره 19 عاماً آنذاك.

## نوستراداموس طبيباً
كان الطاعون متوطناً في جنوبي فرنسا في ال قرن 16 وبشكل خاص نوع خبيث يعرف محلياً باسم « الطاعون الأسود» ولم يستطع أن ينكر أحد شجاعته في مواجهة المرض وإنسانيته تجاه المرضى وكرمه تجاه الفقراء.
وفي 1525م ذاع صيته على أنه رجل مشفٍ وهو ما يزال في هذه المرحلة المبكرة من حياته. وارتحل من مدينة إلى أخرى موزعاً أدويته الخاصة على المصابين، وكان يستخدم طرق ابداعيه في العلاج.
أمكن العثور على وصفات بعض هذه الأدوية فيما بعد في كتاب نشره عام 1552 م وانتقل من ناربون إلى كاركاسون ثم تولوز إلى بوردو ثم عاد إلى أفينيون مسقط رأسه حيث بقى عدة شهور.
وبعد قرابة 4 سنوات من الترحال عاد إلى مونبيلييه لإكمال الدكتوراه وانخرط في هذه الدراسة في 23 تشرين الأول/ أكتوبر من عام 1529 م وكان يواجه صعوبة في شرح أدويته وعلاجاته غير التقليدية، فبسبب نجاحه كان له أعداء بين زملاء كليته، ثم نال الدكتوراه، وبقى يدرس في مونبيلييه لمدة سنة ولكن نظرياته الجديدة -في ذلك الوقت- مثل رفضه استنزاف دماء المرضى - سببت له المشاكل لذلك بدأ مرحلة جديدة من التطواف.
وفيما كان يمارس عمله في تولوز تسلم رسالة من جوليوس سيزار سكاليجر Julius-Casar scaliger ثاني أشهر فيلسوف في عموم أوروبا، ويتضح أن رد نوستراداموس قد سر سكاليجر إلى الحد الذي جعله يدعوه للإقامة في بيته الخاص في آغن. وقد أعجبت هذه الحياة نوستراداموس كثيراً.

## زواجه
في عام 1534 م تقريباً تزوج شابة «من طبقة اجتماعية رفيعة، وعلى قدر كبير من الجمال والسحر» اسمها ماري جورج، رزق منها بولد وبنت وكانت حياته تبدو متكاملة. ولكن حدث أن وصل الطاعون إلى آغن Agen حيث كان يقيم في تلك الفترة، وعلى الرغم من كل ما فعله من جهود، فقد قتل زوجة نوستراداموس وطفليه الاثنين، وكان لحقيقة عجزه عن إنقاذ عائلته أثر فاجع في مسار مهنته.
بعد ذلك حاول أهل زوجته الراحلة مقاضاته من أجل إعادة مهرها.فاعطاهم المهر ثم اعادوه له
ثم تزوج بامراه أخرى في العقد الخامس من عمرها فتأثرت بالطاعون وماتت هي الأخرى وتزوج بثالثه ثم ماتت وحرم الزواج على نفسه.

## إتهامه بالهرطقة
كانت القشة التي قسمت ظهره عام 1538، إذ اتهم بالهرطقة لأنه حدث أن أبدى ملحوظة دون قصد قبل ذلك بسنين وقد نقلت هذه الملحوظة للسلطات، فقد علق نوستراداموس على عامل يقوم بصب تمثال برونزي للعذراء بأنه إنما كان يصنع الشياطين. ومع أنه كان يقصد ما يفتقر إليه التمثال من عنصر جمالي، وهكذا أرسلت محكمة التفتيش في طلبه من أجل أن يذهب إلى تولوز، فشرع نوستراداموس في التطواف من جديد، مبتعداً قدر الإمكان عن سلطات الكنيسة على مدى السنوات الست التالية.
وفي هذه الفترة ذهب إلى اللورين والبندقية وصقلية مصراً على إيجاد المقاييس الصيدلانية لكل مكان ومدوناً أسماء كل من كان جيداً أو رديئاً بالنسبة لكتابه «رسالة في الغيبيات Traite des Fardmens»

## بداية قدرته على التنبؤ
ويحتمل أن يكون في هذه الفترة قد بدأ بترجمة الهورابولو Horapollo التي كتبها فيليبوس Philippus من الإغريقية إلى الفرنسية وهي مجموعة من الأبحاث أو الرسائل في الأخلاق والفلسفة. وهي ليست ذات قيمة أدبية كبيرة على أية حال، إلا أن الجدير بالذكر أن الحكايات التي تتحدث عن قدراته على التنبؤ بالظهور في هذه الأيام.

### نبوءة الراهب
وكما يبدو فقد ذهب إلى إيطاليا وفيها رأى راهباً شاباً كان يعمل مربياً للخنازير يمر به في الشارع، فركع أمامه مباشرة وناداه بـ «قداستكم» وقد أصبح ذلك الشاب الذي يدعى فيليتش بيرتي Felice Peretti سيكستوس الخامس Sextus V عام 1585 بعد وفاة نوستراداموس بوقت طويل.
قرابة عام 1554، استقر نوستراداموس في مرسيليا وفي هذا العام تعرضت بروفانس لأسوأ فيضانات في تاريخها وتضاعفت شراسة الطاعون وكان نوستراداموس يعمل بدون توقف في الوقت الذي هرب فيه الأطباء.

### تنبؤاته

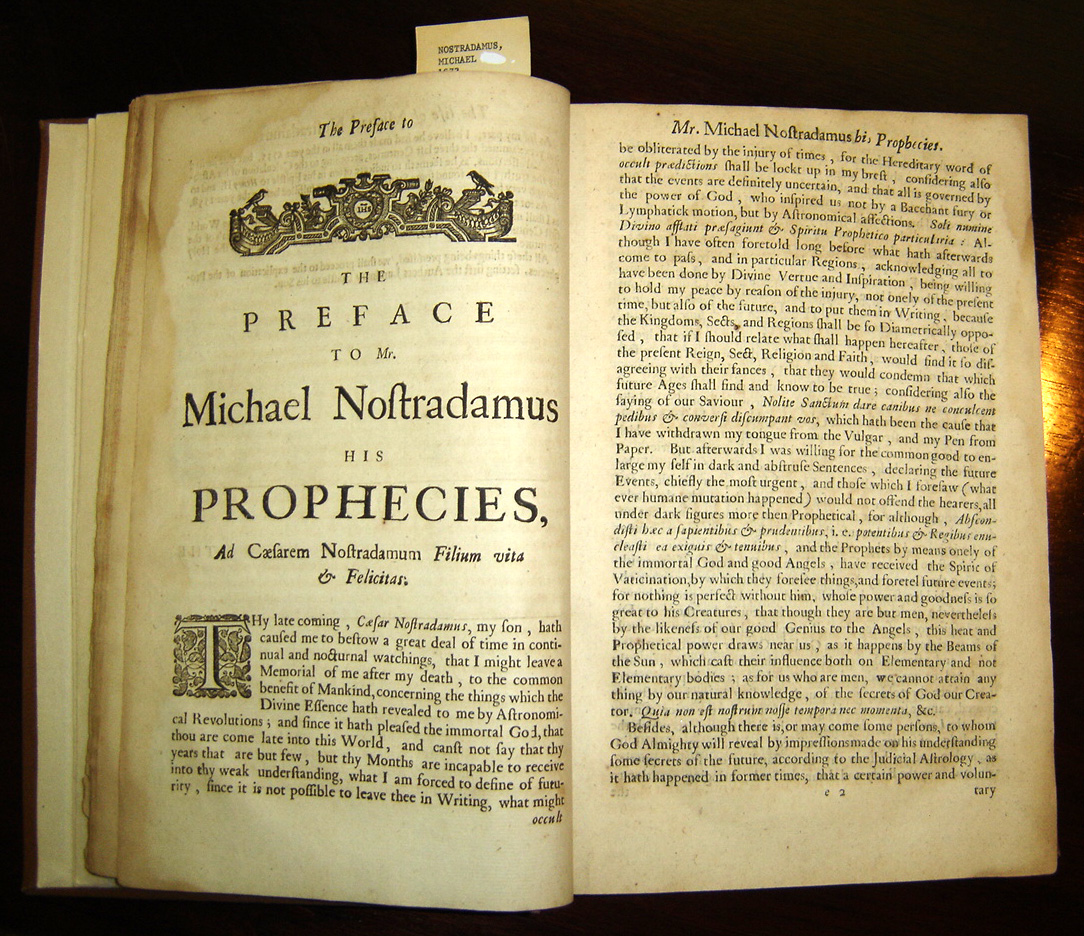
أحد نسخ كتاب تنبؤات نوستراداموس -يرجع تاريخها إلى 1672 توجد في مكتبة تاريخ الطب، جامعة تكساس ، مركز علوم الصحة في سان أنطونيو

أثارت تنبؤاته جدلاً واسعاً في أوساط الكنيسة وعند الملوك والحكام، خاصة عندما كانت تتعلق بوراثة العرش أو موت الملك أو هزيمة جيش أو ما إلى ذلك. (ولقد تنبأ بنهاية العالم عام 1999م، وقيل ان هذه النبوءة نسبت له بدليل انه تنبأ باحداث بعد عام 3700).

### نبوءة هنري الرابع
في عام 1550م انتقل نوستراداموس إلى مدينة صالون الفرنسية - المكان الذي بدأ فيه كتابة تنبؤاته. ووقعت حادثة طريفة أثناء زيارة نوستراداموس إلى مدينة صالون عندما طلب رؤية شامات موجودة على جسم صبي في الحاشية، كان ذلك شكلاً من أشكال التنبؤ الشائعة في ذلك الوقت، إلا أن الصبي استحيا وهرب. توجه نوستراداموس في اليوم التالي لرؤيته وهو نائم، ثم أعلن بعد ذلك أن هذا الصبي سيكون في يوم من الأيام ملكاً على فرنسا على الرغم من أن كاترين كان لها ولدان على قيد الحياة وكان ذلك الصبي هو هنري النافاري الذي أصبح فيما بعد الملك هنري الرابع.

## سبب شهرة نوستراداموس في العصر الحديث

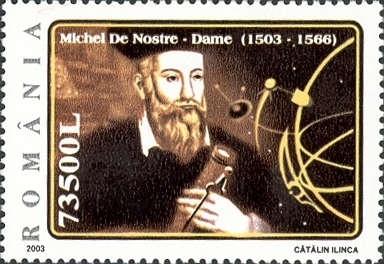
طابع بريد وضعت عليه صورته من رومانيا عام 2003

ولعل ما فعلته زوجة غوبلز وزير الدعاية في حكومة هتلر إبان الحرب العالمية الثانية، عندما فرغت من قراءة بعض نبوءات نوستراداموس والتي لم تكن على هواها، أيقظت جوبلز من نومه، ففزع من هذه التنبؤات وعلى الفور لجأ للدعاية المضادة واستخدم منجم يدعى كرافت، وكان الغرض من ذلك إحداث تأثير عكسي على شعوب أوروبا وقد اتضح فيما بعد أن كرافت هذا كان يستنسخ بعض تنبؤات نوستراداموس ويعمل على هديها. وبالطبع صدقت نبوءات نوستراداموس بهزيمة ألمانيا.
ويقال في رواية أنّ من أشهر تنبؤاته بعد انتهاء الثورة الفرنسية بأربعة أيام عام 1789 نبش ثلاثة سكارى فرنسيين قبرهُ فوجدوا جثته، ومعلق على صدرهِ قلادة كبيرة محفور عليها بخطهِ تاريخ وفاته على جانب وعلى الجانب الآخر وجدوا ما يلي مكتوبا (بعد انتهاء الثورة الكبرى بايام - وكُتِبَ تاريخ اليوم الذي نبشوا فيهِ قبره - سينبش ثلاثة سكارى قبري وعندما يقرؤوا آخر نبوئاتي سيهلعون وتطاردهم الشرطة فتقتل اثنان ويصاب الآخر بالجنون)، وفعلا ما ان قرؤوا هذا هلعوا وركضوا وطاردتهم الشرطة فأطلقت عليهم النار ليموت اثنان، وعندما يرى صديقهم مقتلهم يصيبهُ الجنون ليثبت نوسترادموس حتى بعد موتهِ أنه بحق ظاهرة تستحق الدراسة! والحقيقة أن هذا ليس سوى مشهد من فيلم سنيمائى عن قصة حياته قام ببطولته الفنان العالمي Orson Welles في عام 1981 تحت اسم The Man Who Saw Tomorrow أي أن هذه النبؤة مجرد خيال.

## في بلدة صالون
قرر نوستراداموس الاستقرار بها بقية حياته وتزوج آن بونسار غيميل Anne Ponsart Gemelle وهي أرملة ثرية ولا يزال مسكنها الذي قضى فيه بقية حياته بالقرب من بلاس دي لا بواسونيري Place de la poissonnerie وبفضل الحياة الهادئة استطاع أن يركز أكثر على البصيرة التنبؤية وكتاباته.
وبعد 1550 أنتج تقويماً سنوياً وبعد عام 1554 أنجز «التكهنات» La Prognostications ويبدو أن هذين الكتابين شجعاه على الشروع بهمة في كتابة «التنبؤات» The prophecies والتي انطوت على قدر كبير من التعب.
حول نوسترادموس الغرفة العلوية من منزلهِ في بلدة صالون إلى غرفة مطالعة، وكان كما يخبرنا في التنبؤات يعمل في الليل بكتبهِ الخاصة بالغيبيات كما أنه أحرق الكثير منها فور انتهاءهِ من تأليفها، ولكن يصعب تصديق ذلك، ولعله في ذلك كان يحاول تضليل سلطات الكنيسة.

## كتاب التنبؤات
مقال رئيسي: تنبؤآت نوسترداموس

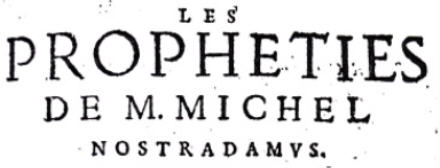
التفاصيل من صفحة العنوان لطبعة 1555 الأصلية من نوستراداموس

في عام 1555 أكمل نوستراداموس الجزء الأول من كتابه الخاص بالتنبؤات التي كان لها أن تحتوي على تكهنات تبتدئ بزمانه وحتى نهاية العالم. فكلمة «قرن» ليست لها علاقة بمئة سنة، لقد كانت تدعى كذلك لأنه كانت هناك 100 مقطوعة شعرية أو رباعية في كل كتاب وكان نوستراداموس يريد أن يكتب 10 منها. بحيث يتكون 1000 رباعية في المحصلة النهائية. ولسبب مجهول لم يكتمل القرن السابع أبداً وهناك إشارات في أوراقه تشير إلى أنه كان يبحث مسألة إضافة قرن حادي عشر وثاني عشر، لكن الموت حال دون ذلك.
الأشعار مكتوبة بأسلوب مبهم وغامض يمتلئ بمفردات من لغات متعددة مثل اللاتينية البروفنسالية والإيطالية والإغريقية. وقصد ذلك حتى يتجنب مقاضاته على أنه ساحر أو مشعوذ، فقد قصد خلق حالة من الإرباك في تسلسل التنبؤات فلا تنكشف أسراره للناس العاديين.
وجدت النسخة الاصلية عام 1555 م، ثم توالت النسخ الأخرى عنها في القرن السادس عشر وما بعده وجدت هذه النبؤات ارضا صالحة لها
بعد ظهور هتلر الذي جاء في النبؤات اسمه: (هيستر)، وكان نابليون بونابرت يحمل كتاب النبؤات دائما معه، وكذلك هتلر الذي
استعاره من زوجة اعلامه ودعايته جوبلز، كما كان لايفارق مكتب الوزير الأول لاليزابيث الأولى ملكة بريطانيا
ووجد أيضاً في مكتبة الفاتيكان، وترجم إلى مئات من اللغات المتداولة.

## شهرة نوسترادموس

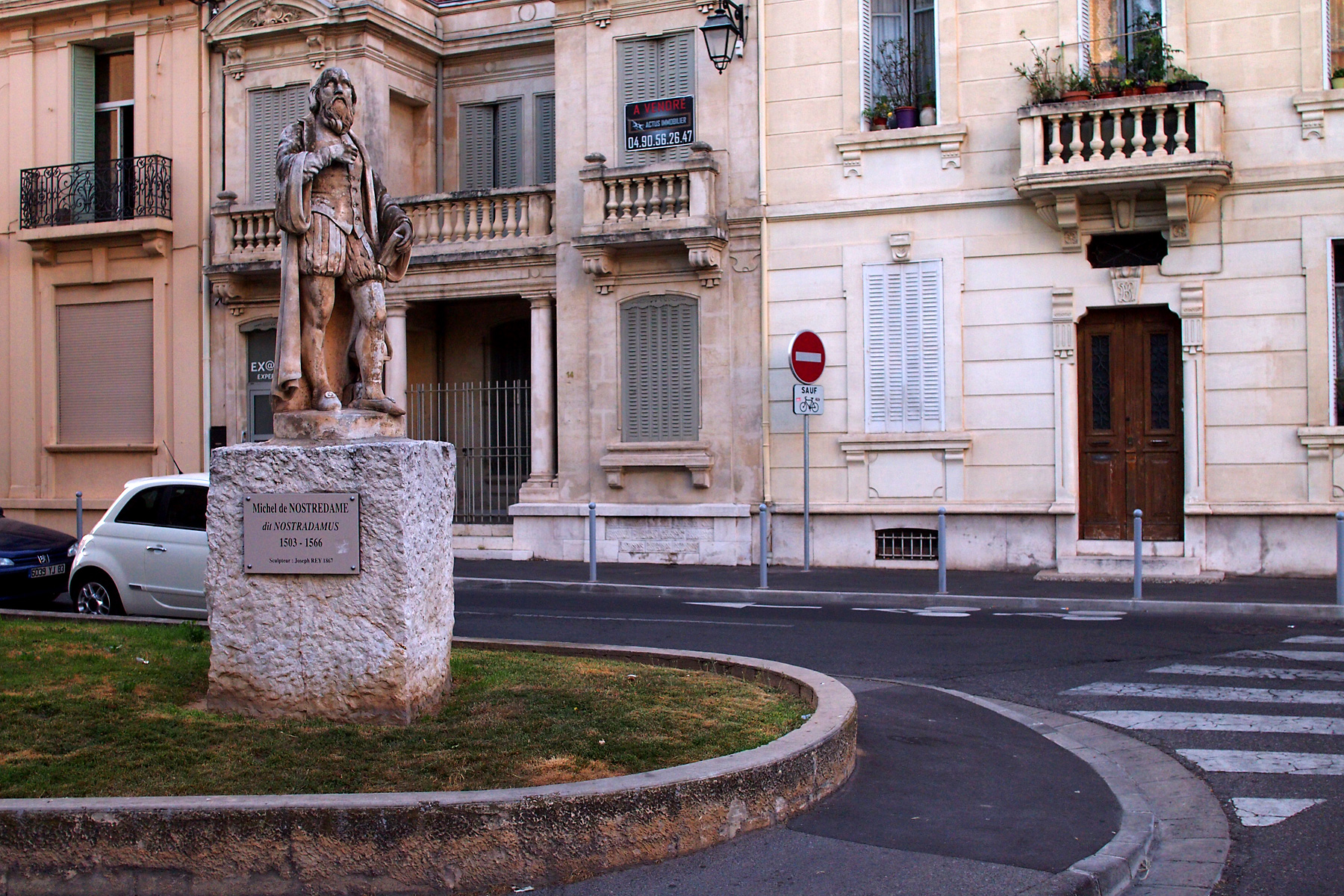
تمثال نوستراداموس في سالون دو بروفانس

وانتشرت شهرة نوسترداموس بسرعة في طول فرنسا وعرضها بفعل قوة «التنبؤات» التي نشرت بشكل غير كامل عام 1555 تضمن القرون الثلاث الأولى وجزء من «القرن الرابع» في ذلك الزمن التي كانت الكتب فيها ترفاً لم يكن يملكها ولا يقرأها سوى الأغنياء. لأن معظم الناس كانوا أميين، فقد أصبحت التنبؤات هي البدعة السائرة التي يقبل عليها الجميع في البلاط، ويبدو أن واحدة أو أثنتين منها تثير شيئاً من عدم الارتياح في البلدان الأخرى، وبخاصة تلك النبوءة التي ظهر أنها أنبأت بموت الملك.انا متلك الجزء الثاني للكتاب
فقد أرسلت الملكة كاترين دي ميتشي Catherine de Medci في طلب نوستراداموس إبان الثورة.
ولقد تنبأ بمجموعة من التنبؤات التي تغطي فترة 450 سنة من توقعات ورؤى لمستقبل العالم، الا انه تنتظم أغلب نبوئاته على خط واحد، وذلك أن نوستردامس كان فرنسيا من ناحية، وكان مسيحيا من ناحية ثانية، ولهذا فقد انصب معظم اهتمامه على فرنسا وعلى الكنيسة ومقام البابوية، ولهذا فقد اعتبر سنة 1792 بداية لعهد جديد وذلك في رسالته إلى الملك الفرنسي هنري الثاني مشيرا بذلك إلى أهمية تلك السنة وخطورتها، وهي سنة اعلان الجمهورية الفرنسية، والتي بداية النهاية لعصر السلطة الكنسية والمسيحية بشكل عام في أوروبا، وهي واحدة من نبواءاته التي تحققت وواحدة من النبوءات النادرة جدا التي يذكر فيها تاريخا محددا لحادثة ما.

## وفاته

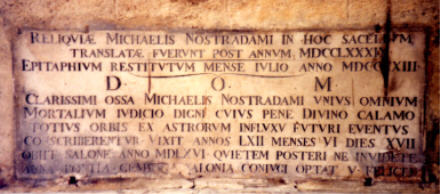
قبر نوستراداموس الحالي في سالون دو بروفانس، في جنوب فرنسا، حيث نُقلت رفاته المتناثرة بعد عام 1789

بدأ النقرس الذي كان يعاني منه يتحول إلى داء الاستسقاء، فأدرك بوصفه طبيباً أن نهايته أصبحت وشيكة، فكتب وصيته في السابع عشر من حزيران/يونيو عام 1566. وفي الأول من تموز/يوليو، أرسل في طلب القس المحلي ليجري له الطقوس الأخيرة، ووجدت جثته في صباح اليوم التالي كما توقع بنفسه، وترك مبلغاً كبيراً من المال علاوة على ممتلكات عينية أخرى.
وعندما توفي دفن واقفاً في جدار في أحد جدران كنيسة كورديلييه في بلدة صالون، بفرنسا، لكن جثته تعرضت للنبش من قبل الجنود بعد أن اخرجوا نعشه ابان الثورة الفرنسية ، فأعيد دفن جثته في الكنيسة الأخرى في صالون، وهي كنيسة سان لوران St. Laurent حيث لا يزال يمكن رؤية قبره وصورته الشخصية المرسومة.

## روابط خارجية
- نوستراداموس على موقع الموسوعة البريطانية (الإنجليزية)
- نوستراداموس على موقع إن إن دي بي (الإنجليزية)